# Bustul lui Nicolae Iorga din București
Bustul lui Nicolae Iorga este opera sculptorului Ion Irimescu (1903-2005). Realizat din bronz și așezat pe un soclu de piatră, bustul a fost dezvelit în anul 1976, cu prilejul aniversării a 105 ani de la nașterea marelui istoric și cu ocazia împlinirii a 40 de ani de la înființarea Institutului de istorie. Pe soclu este dăltuită următoarea inscripție:
| NICOLAE IORGA 1871-1940 |

Nicolae Iorga (17 ianuarie 1871 - 27 noiembrie 1940) a fost un istoric, critic literar, documentarist, dramaturg, poet, enciclopedist, memorialist, ministru, parlamentar, prim-ministru, profesor universitar și academician român. Acesta a avut un sfârșit tragic, fiind ridicat de către legionari de la vila sa din Sinaia și asasinat. 
Lucrarea este înscrisă în Lista monumentelor istorice 2010 - Municipiul București - la nr. crt. 2270, cod LMI B-III-m-B-19954.
Bustul este situat în sectorul 1, în fața Institutului de istorie „Nicolae Iorga” de pe Bulevardul Aviatorilor nr. 1.